# Chiesa di San Michele Arcangelo (Fidenza)
La chiesa di San Michele Arcangelo è un luogo di culto cattolico sconsacrato dalle forme rinascimentali, oggi adibito a sede del centro culturale "San Michele", situato in via Agostino Berenini 134 a Fidenza, in provincia di Parma e diocesi di Fidenza.

## Storia
L'originario luogo di culto dedicato a san Michele Arcangelo fu innalzato intorno al 1181 per iniziativa del nobile fidentino Storto Pinchelini, unitamente all'attiguo ospedale per i pellegrini intitolato ai santi Michele Arcangelo e Donnino Martire; l'edificio sorgeva più ad ovest dell'attuale tempio, in corrispondenza del margine dell'ex collegio dei Gesuiti.
La chiesa, eretta a parrocchia nei decenni seguenti, agli inizi del XVI secolo si deteriorò notevolmente, pertanto nel 1528 ne fu decisa la demolizione e sostituzione con un nuovo edificio, la cui costruzione fu avviata nel 1533; l'edificio, i cui lavori terminarono nel 1537, fu edificato in stile bramantesco, con pianta centrale a croce greca.
L'importanza del luogo di culto crebbe a partire dal 1697, in seguito alla costruzione del vicino collegio dei Gesuiti e dell'annessa chiesa della Gran Madre di Dio, che fu completata nel 1722.
L'ospedale per i pellegrini, che sorgeva all'angolo fra le attuali via Berenini e via Don Maffacini, fu soppresso nel 1779 e demolito l'anno seguente.
In seguito all'allontanamento dei Gesuiti ed alla soppressione degli ordini religiosi decretata da Napoleone nel 1806, il vicino collegio fu chiuso e trasformato in ospizio per mendicanti, mentre la chiesa della Gran Madre di Dio fu adibita a magazzino.
Nel 1893 fu ricostruita su progetto dell'ingegner Giovanni Musini la facciata della chiesa di San Michele Arcangelo, fino ad allora incompleta.
Durante i bombardamenti alleati del 1944, l'edificio fu danneggiato e chiuso al culto; fu allora recuperata la vicina chiesa della Gran Madre di Dio, che, dopo i restauri compiuti fra il 1948 e il 1950, divenne la nuova sede della parrocchia di San Michele Arcangelo.
L'antico edificio cinquecentesco rimase chiuso a lungo; solo in seguito ai lavori effettuati nel 1978, durante i quali furono riportati alla luce gli antichi decori interni, l'ex luogo di culto, ancora di proprietà ecclesiastica, fu riaperto quale centro culturale, gestito dall'associazione culturale "Famiglia Fidentina" e dalla sezione locale di "Italia Nostra".
Le scosse di terremoto che colpirono l'Emilia nel maggio del 2012 causarono vari danni anche all'ex chiesa di San Michele Arcangelo, che fu nuovamente chiusa per inagibilità; i lavori di consolidamento, che interessarono soprattutto la torre campanaria, furono completati agli inizi del 2015, consentendo la riapertura dell'edificio.

## Descrizione

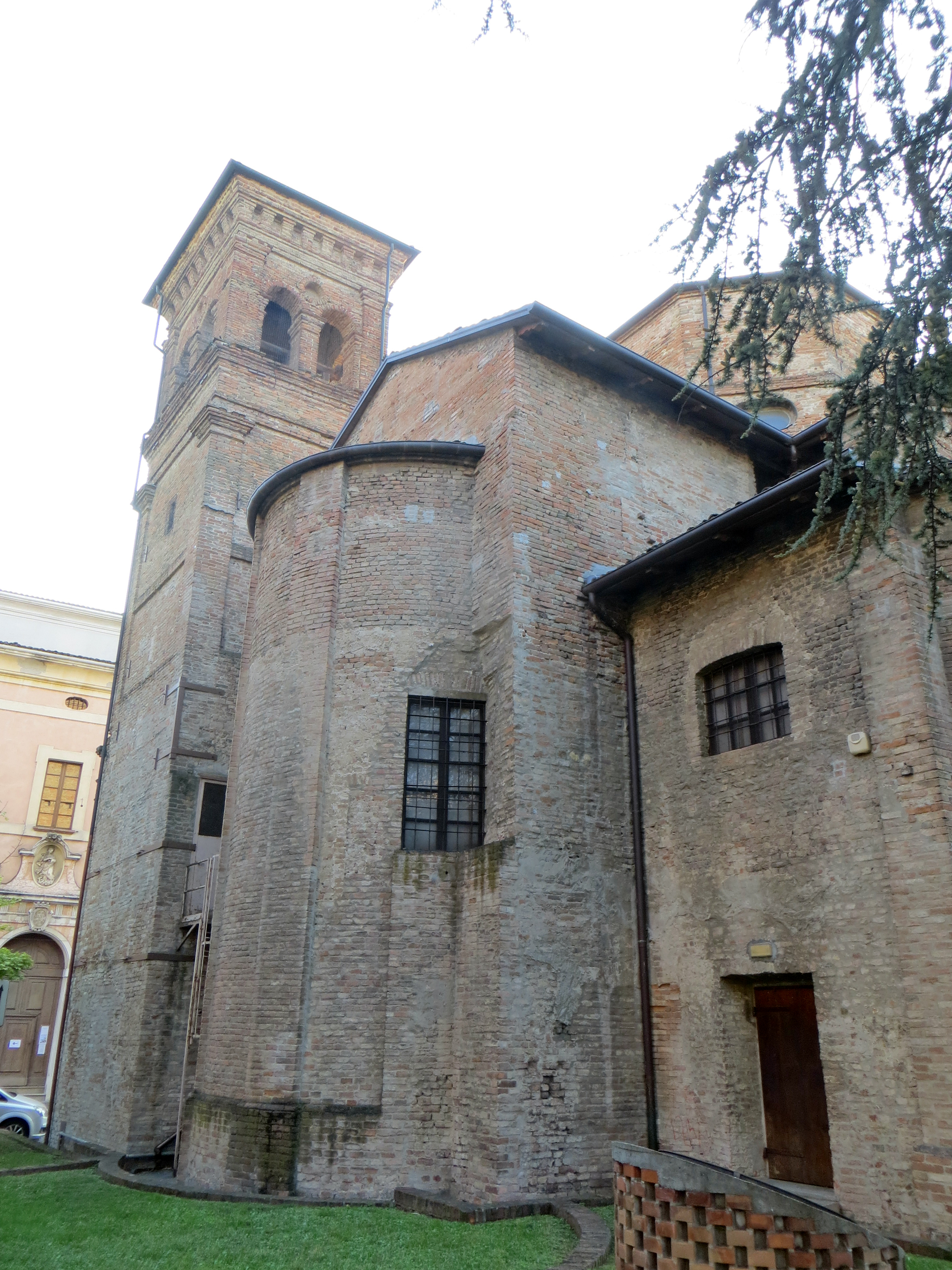
Lato est e campanile

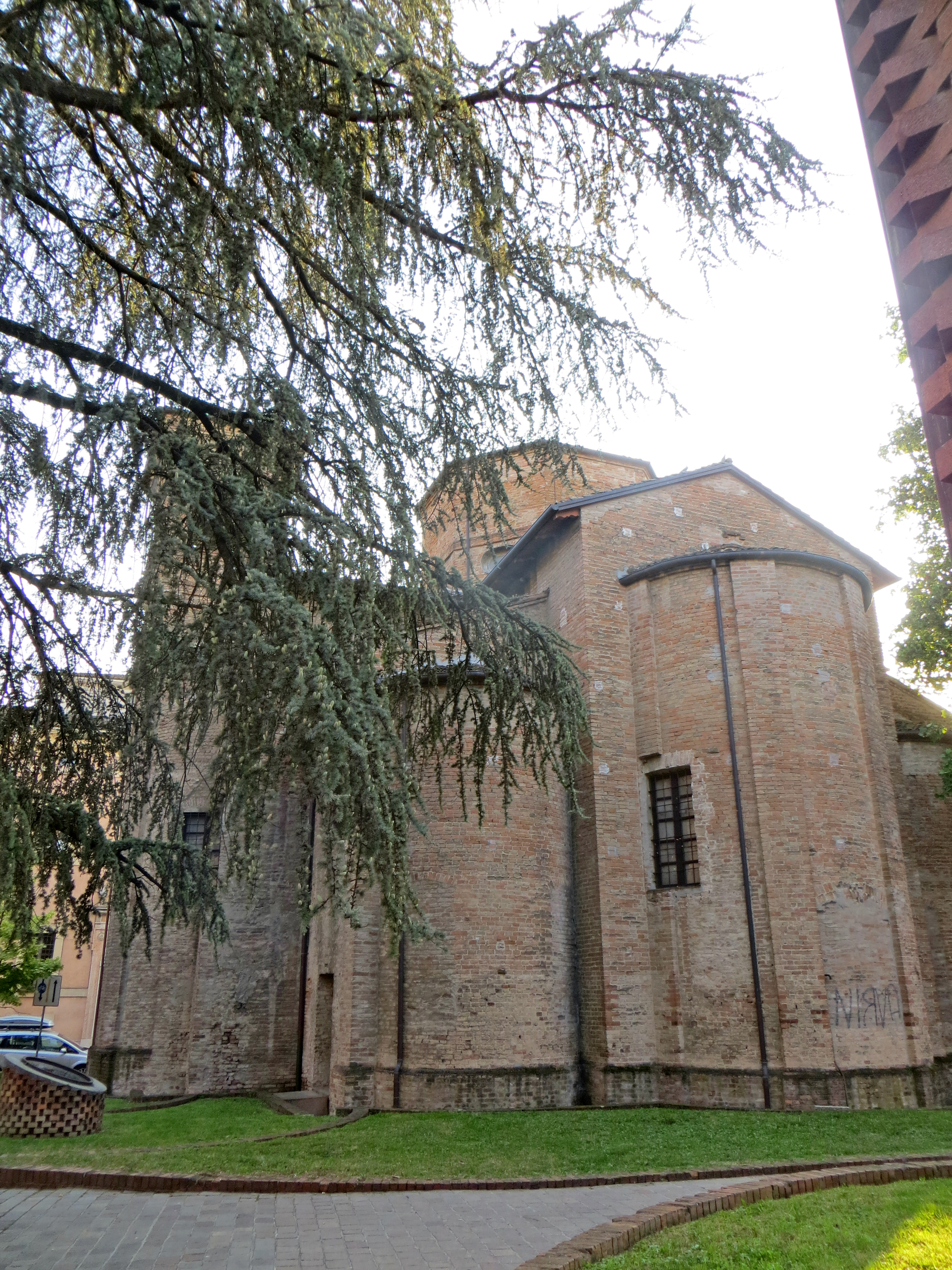
Abside

La chiesa si sviluppa su una pianta centrale a croce greca con tre bracci absidati e facciata piana rivolta a sud.
Il prospetto principale, interamente intonacato, è caratterizzato dalla simmetria e dall'eleganza delle forme classiche; la facciata è tripartita grazie alla presenza di alte lesene coronate da capitelli dorici, a sostegno della trabeazione con triglifi. Nella più alta porzione centrale è collocato l'ampio portale d'ingresso principale, affiancato da due lesene scanalate a sostegno della trabeazione, a sua volta sormontata dal timpano triangolare; in sommità, al di sopra del rosone si staglia il largo frontone in aggetto. Ai lati si aprono i due accessi laterali, sormontati da finestre circolari inquadrate da ampi archi a tutto sesto.
Sulla destra si innalza il campanile in laterizio, con cella campanaria aperta sui quattro lati attraverso eleganti bifore.
La simmetria e l'armonia caratterizzano anche l'interno dell'edificio, sviluppato più in larghezza che in lunghezza; la corta navata è coperta da una cupola ottagonale, sostenuta da quattro pilastri; il bianco degli intonaci è interrotto soltanto dalle cornici in cotto e dal fregio in sommità, in corrispondenza del piano di imposta delle volte a botte cassettonate.
L'abside principale conserva il coro ligneo realizzato nel 1844 da Emilio Papini; all'interno dell'edificio è inoltre ancora presente un pregevole affresco raffigurante la Madonna in trono col Bambino, realizzato nel XIV secolo probabilmente dal pittore Tommaso da Modena; il dipinto, proveniente dalla distrutta chiesa medievale, fu collocato nel luogo di culto nel 1560.